# Madame de Villette
Pour les articles homonymes, voir Villette et Aubigné.
Louise Arthemise d'Aubigné, plus communément appelée Madame de Villette, est née en 1584 et est décédée le 24 janvier 1663 au château de Mursay (Deux-Sèvres). Elle est la fille du poète Agrippa d'Aubigné et de Suzanne de Lusignan de Lezay. Elle est surtout connue pour avoir élevé sa nièce Françoise d'Aubigné, la future Madame de Maintenon.

## Biographie
Louise de Villette a deux frères et deux sœurs mais elle était la préférée de son père qui la surnommait « son unique » ou « sa fillette »[réf. nécessaire]. Le 22 octobre 1610, à Maillezais (Vendée), elle épouse Benjamin Le Valois, seigneur de Villette, dont elle a 4 enfants :
- Madeleine, née en 1621, épouse en 1649 Hélie, marquis de Sainte-Hermine
- Aymée, née en 1623, épouse en 1658 René Jouslard de Fontmort
- Philippe, né en 1627 et décédé en 1707, épouse en 1662 Marie-Anne de Chateauneuf et en 1695 Marie-Claire Deschamps de Marsilly
- Marie, née en 1633, épouse en 1659 Marc-Louis de Caumont d'Adde[1].